# Amulet (Schiff)

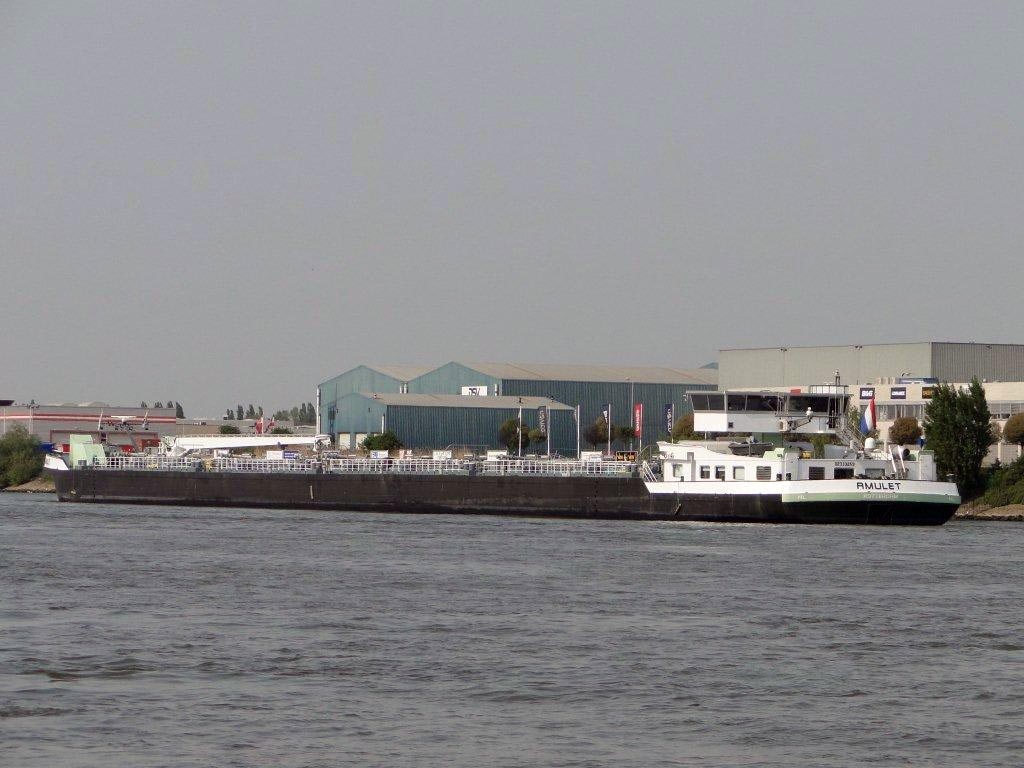
Rückseite

Das Binnenschiff Ecotanker Amulet ist ein Zweihüllenschiff Typ-C für den Transport von Bunkeröl und das erste dieselelektrisch angetriebene Tankschiff im Rheingebiet. Der Schiffsrumpf wurde in Nantong (China) gebaut und bei Holland Shipyards in Hardinxveld-Giessendam ausgerüstet. Am 7. November 2010 fand die Schiffstaufe statt.

## Konstruktion
Bei der Konstruktion wurde größter Wert auf die Umweltverträglichkeit gelegt. Das komplette Antriebssystem ist eine Neuentwicklung der Firma D&A Electric aus Ridderkerk, das sogenannte Eprop-System. Die gesamte Maschinenanlage, bestehend aus vier Volvo-Dieselgeneratoren befindet sich im Vorschiff. Der Antrieb erfolgt über zwei Veth L-Antriebe mit Elektromotoren zu je 850 kW bei 1800/min. Die Antriebe sind 2,714:1 untersetzt und in der Höhe 64 cm verstellbar Die Propeller mit einem Durchmesser von 1600 mm laufen in Düsen, die den Wasserstrahl leicht nach unten lenken.
Durch die Höhenverstellbarkeit wird bei leerem Schiff kein Ballastwasser benötigt. Das leere Schiff liegt auf ebenem Kiel. Die Heckform wurde dem neuen Antrieb angepasst. Neben dem elektrischen Bugstrahlruder sind zwei hydraulische Kopfruder eingebaut und somit wird das Bugstrahlruder weniger oft benutzt. Die Kopfruder können einen Meter abgesenkt werden und sind V-förmig angeordnet. Die Antriebsmotoren entsprechen der Euro-6-Norm und sind mit einem Abgasreinigungssystem ausgerüstet. Der Kohlendioxidausstoß ist 30 Prozent geringer als bei vergleichbaren Schiffen, der Feinstaubausstoß ist Null und der von Stickoxid gering, da die Abgase mittels Harnstoffeinspritzung gereinigt werden.
Im Heck sind neben der Heizungsanlage für die Ladung, dem gekapselten Hafendieselgenerator, den Frequenzumformern und Elektromotoren Tanks für Gasöl, Schmieröl, Frischwasser, Schmutzwasser und Ballasttanks eingebaut.

## Technik
- Motoren = Volvo D16 MG/HCM 534 F
- Generatoren = Stamford HCM-634-G, 713 kVA/650 kW
- Bugstrahl = Veth-Jet Vierkanal-1400
- 20 Ladetanks
- Bunkermast ca. 40 Meter
- Pumpleistung = 2000 m³/h

## Eprop-System
Der Antrieb des Schiffes erfolgt durch zwei elektrische Ruderpropeller von Veth Propulsion (L-Antrieb). Die Propeller laufen in Düsen und sind je nach Beladungszustand in der Höhe verstellbar. Der Wasserstrahl ist geringfügig  nach unten geneigt. Die elektrischen Antriebsmotoren leisten jeweils 850 kW und sind frequenzgeregelt. Bei bereits 800/min können die Propeller die volle Leistung in Schub umsetzen. Wenn der Wasserwiderstand abnimmt, erhöht die Kraftregelung über die Frequenz die Drehzahl der Elektromotoren solange, bis wieder die volle Leistung von 850 kW erreicht wird. Die Propeller sind so ausgelegt, dass sie bei jeder Drehzahl die volle Leistung übertragen können.
Mit den Fahrhebeln wird nicht mehr wie üblich die Drehzahl der Propeller verändert, sondern die erforderliche Antriebsleistung. Wenn zum Beispiel eine Leistungsabgabe von 300 kW eingestellt wird, sucht die Kraftregelung die dazu passende Propellerdrehzahl. Erhöht sich durch die Strömung, Wassertiefe oder Gegenwind der Fahrwiderstand, so wird die Drehzahl automatisch abgesenkt. Soll jetzt mehr Kraft auf die Propeller übertragen werden, prüft das System erst, ob der Generator diese Leistung erbringen kann. Ist das nicht der Fall, meldet es dem Schiffsführer, dass ein weiterer Generator erforderlich ist, der dann auf Knopfdruck gestartet und zugeschaltet wird.
Für den Antrieb, die Lade-Löschpumpen, das Bugstrahlruder und die elektrische Bordversorgung sind im Vorschiff vier Volvo D-16 Dieselgeneratoren  von je 500 kW bei 1800/min eingebaut. Ein rotierender Umformer erzeugt die für das Bordnetz erforderliche Spannung und Frequenz. Sobald ein oder mehrere Hauptgeneratoren gestartet werden, wird der Hafengenerator automatisch abgestellt.

## Fazit
Durch das neue Antriebssystem und  die optimierte Rumpfform verbraucht die Amulet rund 25 Prozent weniger Kraftstoff als ein vergleichbares konventionelles Schiff. Die Motoren erfüllen bereits die gesetzlichen Anforderungen für das Jahr 2022. Die Amulet wurde als Ecoschiff des Jahres 2011 ausgezeichnet.